# Heteropoda camelia
Heteropoda camelia is een spinnensoort in de taxonomische indeling van de jachtkrabspinnen (Sparassidae).
Het dier behoort tot het geslacht Heteropoda. De wetenschappelijke naam van de soort werd voor het eerst geldig gepubliceerd in 1914 door Embrik Strand. Ze is genoemd naar de vindplaats, La Camelia bij Angelópolis, 1820 m hoog in de Colombiaanse Andes. Het was een van de spinnen die Otto Fuhrmann had verzameld op zijn expeditie samen met Eugène Mayor naar Colombia in 1910.